# Aporobopyrus trilobatus
Aporobopyrus trilobatus is een pissebed uit de familie Bopyridae. De wetenschappelijke naam van de soort is voor het eerst geldig gepubliceerd in 1925 door Nierstrasz & Brender à Brandis.